# Langnau am Albis
Langnau am Albis je obec v okrese Horgen v kantonu Curych ve Švýcarsku. Žije zde přibližně 7 500 obyvatel.

## Geografie
Langnau je rozlohou velká obec s mnoha lesy a loukami. Nachází se na řece Sihl, asi 10 km od Curychu. Součástí území obce je také masiv Albis. Přirozenou hranici tvoří na západě hřeben Albis a na východě řeka Sihl. Terén je převážně strmý. Z celkové plochy je 27,7 % využíváno pro zemědělské účely, 48,6 % je zalesněno, 22,5 % je zastavěno (budovy nebo silnice) a zbytek (1,2 %) je neprodukční (řeky, ledovce nebo hory).
Sousedními obcemi jsou Stallikon, Adliswil, Rüschlikon, Thalwil, Horgen, Hausen am Albis a Aeugst am Albis (všechny v kantonu Curych).

## Historie

Letecký pohled (1961)

Podle výzkumů se Langnau am Albis poprvé připomíná v listinách jako vesnice v roce 1397. V té době patřila k panství Maschwanden, v roce 1406 ji získal Curych a v roce 1512 ji převedl do nově vytvořeného panství Knonau. V té době mělo Langnau asi 150 obyvatel. Farní matrika z roku 1677 uvádí, že Langnau (jako součást farnosti Thalwil) mělo 64 domácností s 613 obyvateli. Na počátku 18. století se farnost církevně oddělila od Thalwilu, když „ctihodné obci Langnau byla na její pokornou a pokornou žádost milostivě povolena stavba nového kostela a fary“.
Reformovaný kostel v Langnau byl vysvěcen v roce 1711. V roce 1877 byl postaven první katolický kostel, který byl v roce 1969 nahrazen moderní novostavbou. „Hrad“, charakteristická obytná věž, pochází ze středověku (13. století), stejnou dobu připomínají i zříceniny hradu Schnabelburg na hřebeni Albis, který byl zničen v roce 1309. Typickými svědky 18. století jsou renovovaný bývalý vinařský dům „Hotze-Hus“ a dům „Zur Trülle“. Kromě toho je takzvaný „Russenbrunnen“ (známý také jako „Franzosenbrunnen“) na Albisstrasse připomínkou helvétské války v letech 1798/1799.
Langnau původně církevně patřilo k farnosti Thalwil. Kolem roku 1700 se objevily snahy o vytvoření vlastní farnosti (a tím i vlastní školy); v roce 1711 bylo toto přání splněno a byl postaven kostel. Zatímco před rokem 1798 bylo Langnau čistě reformovanou obcí, v 19. století se změnilo jak náboženské složení, tak původ obyvatel: do roku 1900 vzrostl podíl katolíků na 26 %, podíl cizinců na 11 % a podíl obyvatel obce klesl na 19 %. V roce 1863 byla na půdě přádelny zřízena katolická kaple a v roce 1880 byla založena katolická farnost Langnau-Gattikon.

## Obyvatelstvo
| Vývoj počtu obyvatel | Vývoj počtu obyvatel | Vývoj počtu obyvatel | Vývoj počtu obyvatel | Vývoj počtu obyvatel | Vývoj počtu obyvatel | Vývoj počtu obyvatel | Vývoj počtu obyvatel | Vývoj počtu obyvatel | Vývoj počtu obyvatel | Vývoj počtu obyvatel | Vývoj počtu obyvatel | Vývoj počtu obyvatel | Vývoj počtu obyvatel | Vývoj počtu obyvatel |
| -------------------- | -------------------- | -------------------- | -------------------- | -------------------- | -------------------- | -------------------- | -------------------- | -------------------- | -------------------- | -------------------- | -------------------- | -------------------- | -------------------- | -------------------- |
| Rok                  | 1467                 | 1634                 | 1671                 | 1725                 | 1809                 | 1836                 | 1850                 | 1900                 | 1941                 | 1950                 | 1970                 | 1990                 | 2000                 | 2008                 |
| Počet obyvatel       | 60–70                | 315                  | 395                  | 577                  | 655                  | 1108                 | 1197                 | 1912                 | 1749                 | 2290                 | 4879                 | 6528                 | 6595                 | 7258                 |

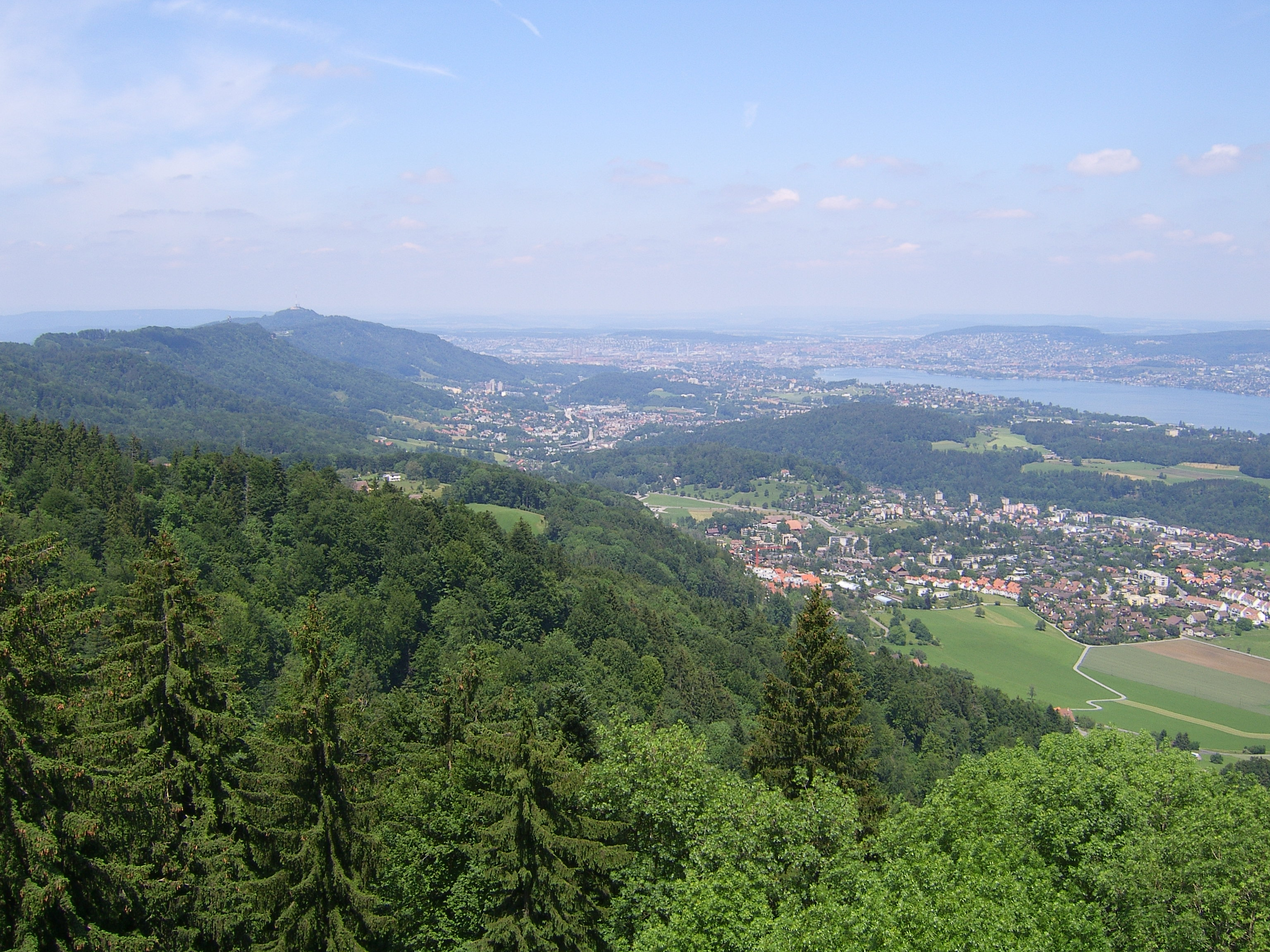
Celkový pohled na okolní krajinu, Langnau vpravo dole

V roce 2023 se 23,18 % obyvatel hlásilo k evangelické reformované církvi, 26,54 % k římskokatolické církvi a 50,28 % k jinému vyznání nebo bez vyznání.

## Hospodářství
Až do 19. století převládalo zemědělství (chov dojnic a pěstování trávy). Významným zlomem bylo založení přádelny v Langnau (1827), jedné z největších ve Švýcarsku (uzavřena v roce 1985). Výstavba továrního kanálu změnila vzhled krajiny kolem Sihl a v okolí vznikly nové domy.
Protože v obci neexistuje téměř žádný průmysl, většina lidí pracuje v Adliswilu nebo v nedalekém Curychu. Pro hospodářství obce Langnau am Albis jsou charakteristické malé a střední podniky, které obsluhují místní trh.

## Doprava

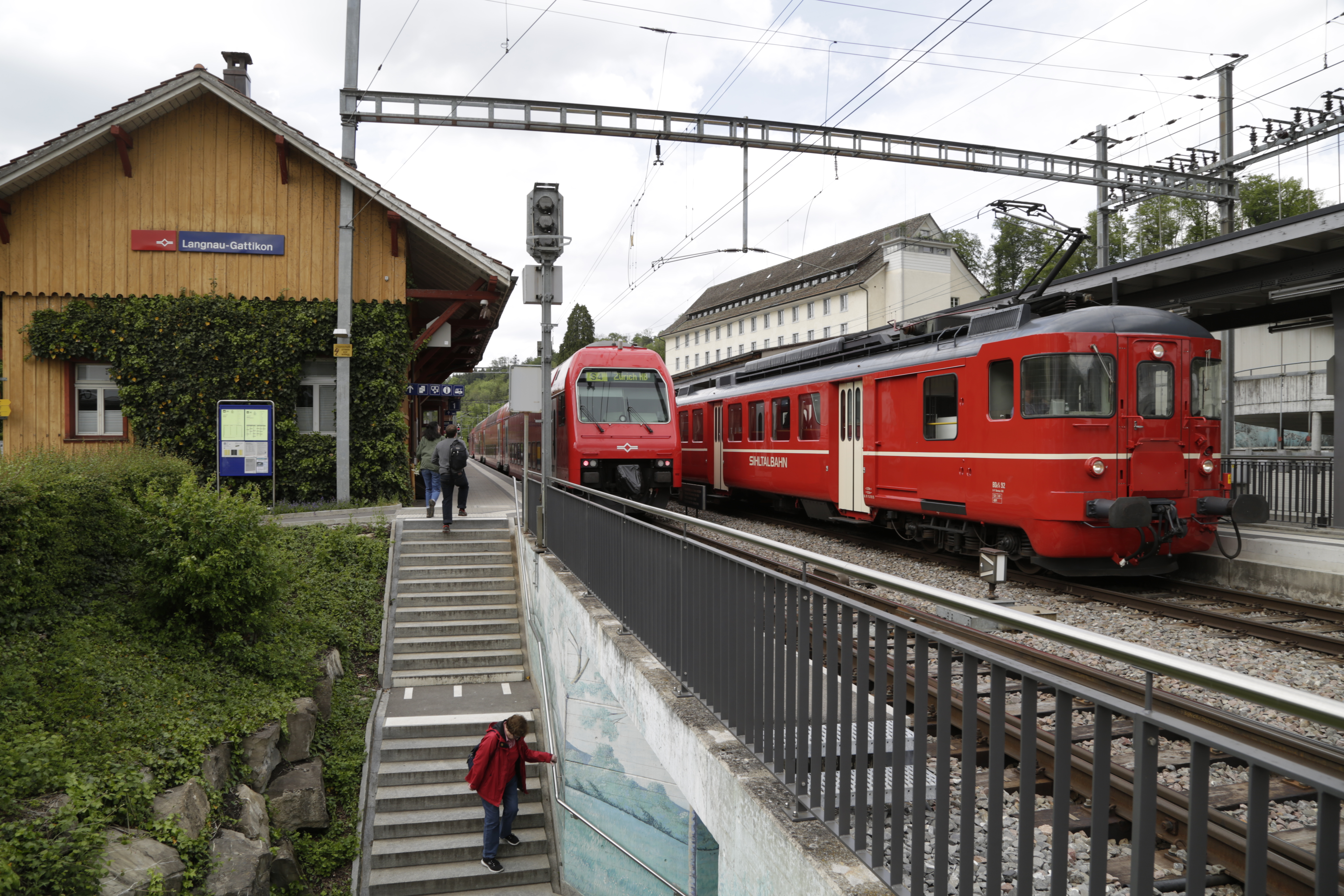
Vlak ve stanici Langnau-Gattikon

Do Langnau jezdí železnice Sihltalbahn, která má v obci dvě stanice. Provoz trati zajišťuje společnost Sihltal-Zürich-Uetliberg-Bahn (SZU). Stanice Langnau-Gattikon má tři koleje a je často konečnou stanicí vlaků jedoucích z Curychu, které jen příležitostně obsluhují další stanice Sihlwald a Sihlbrugg. Vzhledem k opuštění staré curyšské stanice Selnau a tamních vleček v roce 1990 bylo ve stanici Langnau-Gattikon vybudováno nové vlečkové zařízení pro vlaky Sihltalbahn. Zastávka Wildpark-Höfli slouží mimo jiné k zajištění přístupu do parku divoké zvěře Langenberg, který leží západně od železniční stanice.
Do Langnau jezdí také linkové autobusy a Postbus.